# Hidropericardias
Hidropericardias es una enfermedad aguda, no contagiosa y febril de los rumiantes domésticos y salvajes, causada por la ricketsia Cowdria ruminantium, transmitida por garrapatas del género Amblyomma, y caracterizada por extravasación de fluidos, síntomas nerviosos y alta mortalidad. En África negra, constituye una de las enfermedades más importantes del ganado. Se ha confirmado la presencia de hidropericardias en Madagascar y en varias pequeñas islas en el Índico, Atlántico y Caribe.

## Epidemiología
Actúan como portadores subclínicos rumiantes diversas especies de antílopes, ñus, búfalo africano, eland comunes, jirafas y kudús. Algunas razas de cabras y ovejas autóctonas africanas pueden también experimentar una forma subclínica de la enfermedad. Otras especies animales no rumiantes que también pueden actuar como portadoras inaparentes son las pintadas, tortugas de tierra y liebres africanas. Estas especies aunque padecen la infección no desarrollan sintomatología alguna. La duración del estado portador puede ser superior a 6 meses.
El contagio siempre se produce por picadura de garrapatas del género Amblyomma. Existen más de 12 especies involucradas, en África principalmente las especies Amblyomma hebraeum y Amblyomma variegatum. Las garrapatas son infectadas en su fase de larva o ninfa, y pueden transmitir la enfermedad como ninfas o adultos. En algunos casos se puede verificar una transmisión directa vehiculada por el calostro entre la vaca y el ternero.
Dentro de las especies domésticas son susceptibles todas las razas ovinas, caprinas y bovinas importadas no autóctonas y el búfalo de agua. 

## Etiología
El agente causal, antes Cowdria ruminantium, se agrupa con el género Ehrlichia. El Género Ehrlichia pertenece a la Familia Ehrlichiaceae, Orden Rickettsiales, Clase Alphaproteobacteria, Phylum BXII Proteobacteria del último Manual Bergey. 
La bacteria se tiñe como una Gram negativa y tingible por Giemsa o Diff-Quick, pleomórfico, generalmente cocoide, a veces anular, y mide de 0’2 m a 2’7 m., y suele aparecer en grupos de cinco a varios miles de organismos en el citoplasma de las células infectadas. Es muy frágil y sólo resiste unas horas fuera del hospedador, requiriendo conservación por refrigeración en hielo seco o nitrógeno líquido. 

## Patogenia
El patógeno presenta un marcado tropismo por el endotelio vascular, donde aumenta su permeabilidad, y hacia las células reticulares ganglionares. Se ven especialmente afectados los capilares del sistema nervioso central.

## Cuadro clínico
El período de incubación es generalmente más corto en ovejas y cabras que en vacuno. Los animales sensibles muestran los primeros síntomas 14-28 días después de penetrar en un área infectada.
Una forma leve, conocida como fiebre hidropericardias, se da en vacuno u ovino parcialmente inmunes, en terneros de menos de 3 semanas, antílopes y razas ovinas o bovinas de alta resistencia. El único síntoma es un cuadro febril transitorio. Una forma sobreaguda suele presentarse en África en rumiantes domésticos de razas importadas. Son especialmente sensibles las vacas en gestación avanzada. Suele haber muertes repentinas precedidas solo por fiebre, disnea paroxística y convulsiones terminales. Diarrea grace en algunas razas, como el ganado Jersey y Guernsey.
- Forma aguda:

La más frecuente, aparece en toda el área de distribución, tanto en razas importadas como autóctonas. Fiebre intensa (42 °C) y de aparición brusca, anorexia, depresión, apatía y taquipnea, son pronto seguidos de signos neruológicos, como movimientos masticatorios, parpadeo protrusión de la lengua y torneo, a menudo con paso español; estación con patas separadas y cabeza baja. A menudo hiperestesia, nistagmos y espuma por la boca preceden a la muerte entre convulsiones o movimientos de galope y opistótonos. A veces se desarrolla diarrea, especialmente en jóvenes. Generalmente es fatal en una semana.
- Forma subaguda:

Rara vez la enfermedad adopta un curso subagudo con fiebre prolongada, tos por el edema pulmonar y leve ataxia; muerte o recuperación ocurren en una a dos semanas.

### Lesiones
Las características clínicas son muy similares en todos los rumiantes. Una de las más frecuentes, sobre todo en ovino y caprino, es el «hidropericardias» que da nombre a la enfermedad, que es la acumulación de líquido pajizo a rojizo en el saco pericárdico. También suele presentarse ascitis, hidrotórax, edema mediastínico y pulmonar.
En las evaluaciones después de la muerte, regularmente se observan petequias subendocárdicas, submucosas y subserosas por todo el organismo, así como degeneración de miocardio y parénquima hepático, esplenomegalia, edema de ganglios linfáticos, nefrosis, y abomasitis y enteritis catarrales. 
Se presentan también, a menudo, congestión y edema meníngeos, aunque el número de las lesiones parecen escasas por la gravedad de los síntomas nerviosos.

## Diagnóstico
La sospecha por las lesiones clínicas y los antecedentes epidemiológicos, suele estar basado en la presencia de garrapatas Amblyomma junto con los síntomas y lesiones característicos. Se requiere diagnóstico diferencial con rabia, tétanos, meningoencefalitis, parasitosis e intoxicaciones.
Mediante tinción de Giemsa de preparaciones de cerebro por maceración entre dos portas, se observan las mórulas azules a púrpura en células endoteliales de capilares cerebrales; la muestra se puede obtener mediante un buen clavo. También se puede buscar en endotelio de grandes vasos y en cortes de glomérulo renal o ganglios. También se usan con éxito PCR, sondas y otras técnicas de biología molecular. 
La inmunofluorescencia, que pese a las reacciones cruzadas con otras Ehrlichia ha sido muy usado, y ELISA de competición.

## Tratamiento
Las tetraciclinas, especialmente la oxitetraciclina, son muy eficaces, especialmente en tratamiento temprano. Si se aplican antes de la aparición de los síntomas, pueden suprimir totalmente la clínica permitiendo el desarrollo de inmunidad. Doxiciclina y rifamicina son también muy eficaces, así como diversas sulfamidas. 
Debe acompañarse de tratamiento sintomático, que incluirá cardiotónicos y diuréticos para controlar la extravasación de fluidos y ruminatorios para la atonía.

## Prevención
En áreas libres depende sobre todo de impedir la penetración de animales portadores y de Amblyomma  mediante una inspección rigurosa de las importaciones. 
Los corderos, chivos y terneros de menos de 4 semanas son muy resistentes, lo que se ha usado para inocularlos durante esta primera edad con sangre infectada y conseguir una inmunidad eficaz, ya que luego la reestimulación es constante. La vacunación convencional choca con la escasa inmunidad cruzada que hay entre cepas.

### Control de garrapatas
Nada fácil, al ser garrapatas de tres hospedadores y capaces de transmisión transestadial. Por ello medidas puntuales como los baños antiparasitarios tienen bastante poca eficacia. Por otra parte los animales infectados son infectantes para las garrapatas de 5 a 8 meses. Las ivermectinas pueden ser una buena alternativa, pero la tendencia actual en áreas enzoóticas más que erradicar es mantener una población de garrapatas justo suficiente para reestimular y mantener la inmunidad de sí mismas